# BundesForum Kinder- und Jugendreisen
Das BundesForum Kinder- und Jugendreisen e. V. ist der Zusammenschluss bundesweit tätiger Verbände, Träger und Organisationen, die im Bereich des Kinder- und Jugendreisens tätig sind. Die gemeinsame Arbeit ist von Vielfalt, Offenheit, gegenseitiger Bereicherung und gleichberechtigter Kommunikation geprägt. Ziel ist die Förderung, Weiterentwicklung und Stärkung des Kinder- und Jugendreisens. Die vorrangigen Arbeitsschwerpunkte, die sich aus diesem Ziel ergeben, sind Qualität, fachlicher Austausch und Interessensvertretung.

## Organisation

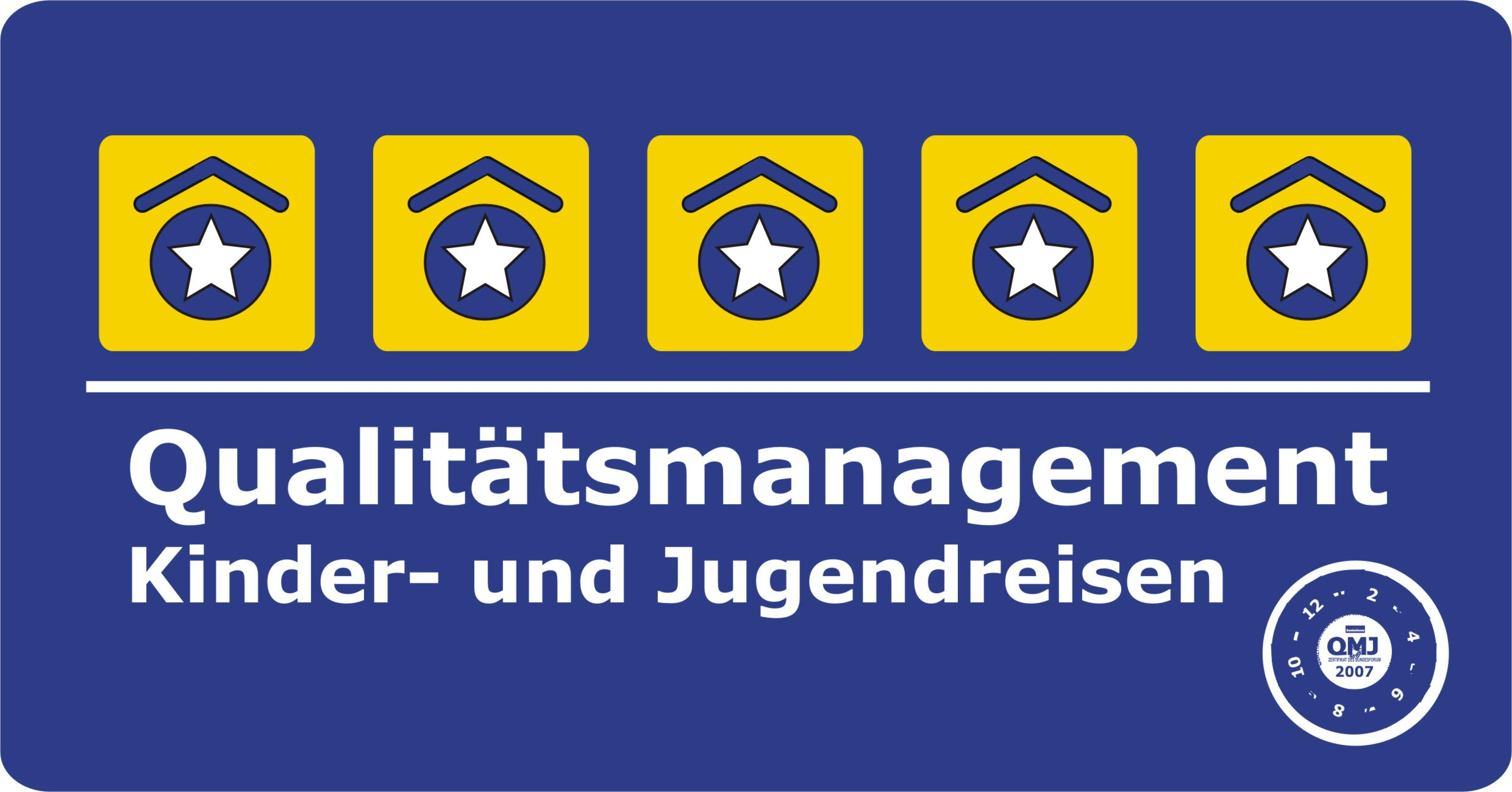

Das 1997 in Mannheim gegründete BundesForum Kinder- und Jugendreisen e. V. hat 21 (Stand: 2019) Spitzenverbände als Mitglieder. Der Verein ist als gemeinnützig anerkannt und wird durch das Bundesministerium für Familie, Senioren, Frauen und Jugend gefördert. Vorrangig gemeinnützige Organisationen mit bundesweitem Tätigkeitsbereich können den Status eines Mitgliedes erlangen.
Der Verein ist Mitglied in der United Nations World Tourism Organisation (UNWTO), International Social Tourism Organisation (ISTO) und Arbeitsgemeinschaft für Kinder- und Jugendhilfe (AGJ).

## Projekte

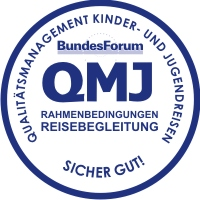
QMJ-Schild

Auf Bundesebene werden zwei Projekte zur Qualitätssicherung durchgeführt:
- Qualitätsmanagement Kinder- und Jugendreisen für Unterkünfte (QMJ): Kinder- und Jugendunterkünfte werden durch externe Auditoren auf Sicherheit und Komfort geprüft. In Deutschland gibt es große Unterschiede bei Kinder- und Jugendunterkünften. Durch das Projekt wurden bisher (Stand: 2009) ca. 300 Kinder- und Jugendunterkünfte geschult und überprüft. Das Siegel ist anerkannt durch den Deutschen Tourismusverband als Standard bei deutschen Kinder- und Jugendunterkünften. Alle qualifizierten und zertifizierten Unterkünfte sind auf gruppenhausfinder.de zu finden.

- QMJ SicherGut! Rahmenbedingungen der Reisebegleitung: „Wie gut ist die Betreuung bei Freizeitangeboten?“ ist die zentrale Frage von Eltern, deren Kinder zum Beispiel auf eine betreute Ferienfreizeit fahren. Ein neues, einheitliches Bewertungssystem für die Rahmenbedingungen der Reisebegleitung gibt Einblick – und dient nicht zuletzt als Hilfe zur Qualitätsprüfung für den Reiseanbieter selbst. Das BundesForum Kinder- und Jugendreisen e. V. hat das Verfahren zur Bewertung zusammen mit Kooperationspartnern entwickelt. Dabei wurden Qualitätsstandards für die Organisation, Durchführung und Betreuung einer Kinder- und Jugendreise definiert.

## Veranstaltungen
Die Formate der Angebote für Kinder, Jugendliche und junge Erwachsene sind sehr verschieden, genauso wie die Herausforderungen, vor denen Kinder- und Jugendunterkünfte sowie Veranstalter von Kinder- und Jugendreisen stehen. Das BundesForum Kinder- und Jugendreisen bietet neben dem Qualitätsmanagement eine Plattform für trägerübergreifende Diskussionen und Innovationen. Gemeinsames Anliegen ist insbesondere die Qualitätssicherung und der fachliche Austausch. Organisationen und Unterkünfte haben die Möglichkeit, sich zu vernetzen und an regelmäßigen Weiterbildungen und Veranstaltungen teilzunehmen wie:
- Runder Tisch der Unterkünfte
- Bundesweite Koordinierungsgruppe 'Inklusives Kinder und Jugendreisen'
- Arbeitskreis Personal und Pädagogik
- Bündnis Schul- und Klassenfahrten
- Arbeitskreis Qualität
- weitere Qualifizierungsangebote im Bereich Kinder- und Jugendreisen